# Nealcidion lineatum
Nealcidion lineatum är en skalbaggsart som först beskrevs av Bates 1863. Nealcidion lineatum ingår i släktet Nealcidion och familjen långhorningar.
Artens utbredningsområde är:
- Costa Rica.
- Panama.
- Venezuela.

Inga underarter finns listade i Catalogue of Life.